# Petrovce (okres Sobrance)
Petrovce jsou obec na Slovensku v okrese Sobrance.
V odlesněné kotlině pohoří Popričné leží v nadmořské výšce 290 m obec Petrovce. Obec je obklopena listnatými lesy vhodnými na sběr hub a myslivost. Ve vesnici je sportovní areál a dva rybníky, vhodné na turistiku nebo sportovní rybolov.
Lyžařský vlek, který se nachází v katastru obce, v nedávné minulosti sloužil veřejnosti, ale především dětskému domovu v Koromli - v současnosti je tento vlek mimo provoz.